# Tereza Štadler
Tereza Štadler, cyr. Тереза Штадлер (ur. 28 września 1936 w Suboticy, zm. 27 marca 2001 tamże) – serbska szachistka, arcymistrzyni od 1977 roku.

## Kariera szachowa
Największe sukcesy w karierze osiągnęła w latach 60. XX wieku. W 1964 roku zdobyła tytuł mistrzyni Jugosławii, natomiast w 1967 zajęła IV miejsce w rozegranym w Suboticy turnieju pretendentek (wynik ten odpowiadał wówczas piątej pozycji na świecie). Poza tym, w roku 1971 zakwalifikowała się do turnieju międzystrefowego w Ochrydzie, gdzie zajęła XIII lokatę.
W latach 1957, 1969 i 1980 trzykrotnie reprezentowała barwy Jugosławii na szachowych olimpiadach. Łącznie rozegrała 33 partie, w których zdobyła 22 pkt. Największy indywidualny sukces odniosła w roku 1980 w Valletcie, gdzie zdobyła brązowy medal na III szachownicy.
Wielokrotnie brała udział w turniejach międzynarodowych, największe sukcesy odnosząc w Belej Crkvi (1958, dz. I m.), Arenys de Mar (1966, turniej strefowy, II m.), Nowym Sadzie (1978, dz. I m.), Jajcach (1981, dz. II m.) oraz w Smederevskiej Palance (1981, dz. III  m.).
Najwyższy ranking w karierze osiągnęła 1 stycznia 1987 r., z wynikiem 2250 punktów dzieliła wówczas 62-66. miejsce na światowej liście FIDE, jednocześnie dzieląc 5-7. miejsce wśród jugosłowiańskich szachistek.
W 1977 r. Międzynarodowa Federacja Szachowa przyznała jej honorowy tytuł arcymistrzyni za wyniki osiągnięte w przeszłości.